# Отонасі Сая
Сая Отонасі (яп. 音無 小夜, Otonashi Saya) — персонаж аніме «Кров+». Її озвучує Ері Кітамура . У 2006 році, в гран-прі журналу Animage, Сая посіла сьоме місце серед кращих жіночих персонажів.
Дія серіалу починається в Японії, на острові Окінава, де Сая живе разом з вітчимом, Джорджем Міягусуку і двома іншими прийманими дітьми цієї сім'ї, братами Каєм і Ріку. Саї періодично потрібне переливання крові, всі отримані нею рани заживають значно швидше, ніж в інших людей, до того ж вона пам'ятає лише останній рік свого життя, з моменту, як почала жити в новій сім'ї. В іншому життя Саї нічим не відрізняється від життя інших шістнадцятирічних дівчат. Вона вчиться в школі Кодза (яп. コザ商業高校, кодза сьо:гьо: ко:ко:) демонструє успіхи в спортивній секції, і відома серед друзів за незвично великий апетит. Час від часу вона згадує уривки подій минулого, яке спочатку не пізнає як своє власне.
Першою серйозною подією, яка послужила поштовхом до відновлення пам'яті Саї, стала її зустріч з чудовиськом і невідомим чоловіком у будівлі школи в 1 серії. Кров незнайомця, влита їй через рот, змусила Саю воскресити в пам'яті знання про те, що вона повинна робити, а також згадати навички поводження з мечем.

## Сприйняття критикою
З точки зору рецензента ANN амнезія героїні виглядає дешевим трюком і дивлячись на різницю між тим, якою милою була Сая, коли втратила свою пам'ять і тим, на скільки лютою і безжальною вона була раніше, не можна не погодитися з одним з опонентів героїні, що вона всього лише звичайна дівчинка. Як зауважує рецензент сайту dvdtalk.com, Сая несе в собі дві особистості. Одна з них бажає лише повернення до нормального життя. Інша бажає боротися до повного знищення рукокрилів. І з точки зору іншого рецензента того ж сайту, боротьба Саї з її людяністю становить найбільш цікаву частину Blood+.
З точки зору журналу АніМаг, Сая з Blood+, не зберегла нічого від свого прообразу з Blood: The Last Vampire. Якщо в першоджерелі вона була малоемоційним, універсальним солдатом, то тепер вона всього лише перелякана дівчинка, яка не розуміє, хто вона і боїться це дізнатися. Лише в рідкісних, критичних ситуаціях вона відхиляється від цього образу і крижаним голосом вимовляє «Дай мені меч!». Найбільше вона боїться згадати своє минуле, оскільки, коли її пам'ять прокинеться, наївна школярка зникне назавжди, перетворившись на стародавнього вампіра.

## Минуле
Сая — одна з двох «королев» рукокрилів, представниць особливого виду живих істот, які, ймовірно, мешкали на Землі до появи людей. Вона з'явилася на світ 4 серпня 1832 року з кокона, витягнутого Джоелем Голдшмідтом з черевної порожнини мумії невідомої істоти. У той же час з іншого кокона була витягнута її молодша сестра, що пізніше отримала ім'я Діва. Надалі близнюки були розлучені і протягом наступних 60 років Сая жила і виховувалася серед людей у маєтку під назвою Зоопарк, розташованому в Бордо у Франції. У цей період вона зокрема навчилася поводитися з катаною, яка згодом стане її основною зброєю в боротьбі проти рукокрилів.
У віці приблизно 30 років Сая знайомиться з Хадзі, якого Джоел представляє їй в надії дослідити її репродуктивні можливості. Спочатку вони не дуже ладять, але незабаром між ними виникає прихильність і вони багато часу проводять разом. Саме їх спілкування очевидно демонструє обом, що Сая відрізняється від інших людей, сама Сая вперше усвідомлює факт своєї винятковості.
Кілька десятиліть потому Сая виявляє загадкову полонянку, яка живе у вежі в віддаленому куточку Зоопарку. Сая чує її пісню, і дає дівчині ім'я — Дива. Вона обіцяє випустити Диву і пропонує їй заспівати пісню для всіх на святі на честь дня народження Джоела. В цей же день Сая просить Хадзі дістати зі скелі особливу лілію, щоб зробити подарунок Джоелу. Хадзі оступається і падає з великої висоти. Намагаючись врятувати його життя і маючи інтуїтивне уявлення про особливості власної крові, Сая вливає краплі своєї крові Хадзі в рот, тим самим перетворюючи його на свого «шевальє».
У цей час в особняку відбувається трагедія: випущена на свободу Діва вбиває Джоела і всіх його гостей, знищуючи тим самим все, що було дорогим для Саї. З цього моменту починається історія кривавої ворожнечі між двома «королевами» і їх послідовниками. Як і її сестра Діва, Сая живе активним життям близько трьох років, а потім настає період сну, що триває близько 30 років. Протягом усієї історії цієї ворожнечі на час сну обох «королев» війна між протиборчими сторонами затихала, але не зупинялася до самого останнього моменту фінальної битви між Саєю і Дівою в будівлі Метрополітен-опера. Незважаючи на те, що багато років Сая жила лише заради знищення Діви, ненависть поступається місцем каяттю і жалю в момент, коли Сая розуміє, що кров Діви не вб'є її. Завдяки Хадзі і Каю Сая порушує укладену раніше угоду і вирішує пощадити дітей Діви, визнаючи, що сама теж хоче жити. Незабаром після повернення на Окінаву, починається черговий період 30-річного сну Саї, під час якого Кай з дочками Діви відвідують її у фамільній усипальниці Міягусуку. Хадзі теж відвідує її, залишаючи як знак троянду, перев'язану блакитною стрічкою.

## 1833—1883
У цей період Сая веде безтурботний спосіб життя. Джоел Голдшмідт виконує роль люблячого батька, в її розпорядженні слуги, вся територія при особняку і мешканці Зоопарку. Невідомо чи були у неї інші вчителі, крім викладача фехтування (якого вона незабаром перевершила в майстерності). Її заповітна мрія — в майбутньому разом з Хадзі покинути межі Зоопарку і вирушити мандрувати з мечем у руці, щоб подивитися світ. В цей час Сая не цілком розуміє, хто вона і чим відрізняється від людей. До деяких особливостей вона ставиться як до даності, наприклад до швидкого загоєння ран. Однак з часом вона починає усвідомлювати, що її відмінності від інших людей є значно глибшими. Спочатку Сая зауважує, що тварини Зоопарку бояться і уникають її. Їй здається, що всі живі істоти, за винятком Джоела і Хадзі, відчувають до неї відразу. Після 20 років Джоел старіє, Хадзі з хлопчика стає дорослим чоловіком, а сама Сая залишається колишньою. Тоді вона розуміє, що час тече для неї інакше, ніж для всіх інших. З розмови Джоела і Хадзі Сая дізнається, що, для того щоб жити, їй необхідна кров.
Незважаючи на очевидну небезпеку, Сая просить Хадзі дістати лілію зі стрімкої скелі. Також вона з добрими намірами випускає Діву з ув'язнення, що призводить до трагедії.

## 1883—1972
Після вбивства Джоела і пожежі в особняку Сая клянеться помститися Діві за смерть близьких і руйнування звичного способу життя. З цього моменту Сая в супроводі Хадзі починає свою довгу подорож по світу, переслідуючи Діву та її Шевальє. Знищення Діви і врешті-решт всіх рукокрилів, зокрема себе самої, стає для Саї єдиною метою існування. Найбільше Сая боїться, що насправді всередині неї ховається монстр, подібний Діві, і тому вона просить Хадзі пообіцяти вбити її, коли з Дівою буде покінчено.
Сая відмовляється пити кров, співпрацюючи з людьми в боротьбі проти Діви. Крім того, Сая відмовляється пити кров Хадзі, навіть тоді коли їй це необхідно для підтримки сил. Відмова від крові знижує швидкість регенерації, швидкість переміщення, накладає обмеження на загальні фізичні здібності.

## 1972 рік
Під час різдвяного бомбардування В'єтнаму члени Червоного Щита штучно переривають сон Саї, вводячи їй кров Хадзі внутрішньовенно. Сая прокидається, не пам'ятаючи себе від люті, і починає вбивати всіх підряд, не розрізняючи рукокрилів, солдатів армії США і мирного населення. Сая відрубує руку Карлу, одному з Шевальє Діви, а також руку Хадзі, який намагається її зупинити. Цей зазвичай пригнічуваний, прихований бік Саї, жорстокість, сліпа лють — привертає Карла, який вважає це справжньою натурою Саї, подібною до його власної. Пізніше Сая знову входить у такий стан, почувши пісню Діви (Серія 13). Тимчасово впавши у божевілля, Сая втрачає контроль над собою, ранить Хадзі, Девіда і вбиває кількох членів спецзагону під час місії з захоплення контейнера з Дівою. Вона приходить до тями, лише почувши голос свого брата Кая.

## 2004—2006
Сая живе в родині Джорджа Міягусуку, не пам'ятаючи про своє минуле життя. Це другий період її існування серед людей. Сая живе як звичайна людина, звільнившись на час від вантажу минулого, спогадів про трагедії і покладених на неї обов'язку і відповідальності. Саї до душі мирне життя, щоденні турботи і людські радості. Вона зізнається своїй подрузі Каорі Кіндзьо, що насправді не любить битв і бійок. Незважаючи на те, що й на цей раз їй доводиться втратити батька і знову вступити в боротьбу з рукокрилами, Сая робить це заради майбутнього своїх братів і інших дорогих їй людей, щоб одного разу повернутися на Окінаву і жити як раніше.

## 2007 рік
Після річної відсутності Сая знову дає про себе знати, з'являючись в розпал боротьби Льюїса і Кая проти рукокрилів. За рік вона змінюється зовні.
Тепер Сая не хоче об'єднуватися з Червоним Щитом у боротьбі проти Діви, вирішивши, що це особиста битва і вона повинна довести справу до кінця, не вдаючись до допомоги інших. Сая намагається розірвати свої зв'язки з людьми, щоб не наражати їх на небезпеку і щоб турбота про них не заважало їй мислити тверезо і битися на повну силу.
У цей період Сая згадує угоду, яку вони уклали з Хадзі, і цілком усвідомлює, що підсумком цієї боротьби буде і її власна смерть. Абстрагуючись від людей, Сая більше зближується з Хадзі. Сая визнає необхідність пити його кров для підтримки сил.